# Estela funerària de Demòclides
L'Estela funerària de Demòclides (NAMA 752) és un monument exposat al Museu Arqueològic Nacional d'Atenes.
Aquesta estela, de la col·lecció d'escultures del museu, és única entre les esteles i làpides funeràries contemporànies de l'Atenes clàssica per la iconografia naval i el seu ús del minimalisme.

## Descripció
L'estela fou descoberta al 1881, a la ciutat portuària del Pireu, i representa un jove hoplita, amb quitó, assegut damunt del clàmide, amb l'escut, armament i casc corinti al darrere. El text parla sobre Demòclides, fill de Demetri.
Apareix en posició pensativa, amb el braç dret recolzat al genoll, contemplant la mar, sobre l'esperó d'una trirrem. És probable que l'estela també estigués pintada de blau.
La seua família li va dedicar l'estela, lamentant la seua pèrdua, segurament en la mar, mort en combat en la batalla de Nèmea del 394 abans de la nostra era, i com a hoplita, les tombes mostren un estatus més alt, amb més atenció prestada per les famílies dels difunts.